# Święty Marcjalis
Święty Marcjalis (ur. III w., zm. w Augustoritum) – pierwszy biskup Limoges, święty chrześcijański.

## Życiorys
Według tradycji przekazanej przez św. Grzegorza z Tours w Historii Franków ok. 580 roku, Marcjalis był jednym z biskupów wysłanych około 250 roku (w okresie prześladowań za panowania cesarza rzymskiego Decjusza) z Rzymu z misją ewangelizacyjną do Galii. Wraz z Marcjalisem wysłani zostali: Saturnin z Tuluzy, Stremoniusz z Owernii, Dionizy z Paryża, Trofim z Arles, Gatianus z Tours i Paweł z Narbonne. Według zapisów Grzegorza z Tours, Marcjalis nie zmarł jako męczennik, ale w okresie „spokojnego wyznawania Pana”, a w jego grobie pochowano także dwóch kapłanów, którzy z nim przybyli.
Marcjalis prawdopodobnie pochodził ze Wschodu, być może z Azji Mniejszej, o czym może świadczyć imię. 
Zachowana Vita sancti Martialis została skompilowana przez mnichów opiekujących się grobem świętego dopiero w IX wieku.
Podczas prac archeologicznych przeprowadzonych w latach 1960–1961 w opactwie Saint-Martial w Limoges odkryto kryptę z dwoma granitowymi sarkofagami z III–V w. W jednym spoczywały jedne szczątki (przypisywane Marcjalisowi), a w drugim dwa ciała (przypisywane towarzyszącym mu Alpinianowi i Austriclinianowi).